# Édouard Alphonse James de Rothschild
Barone Édouard Alphonse James de Rothschild (Parigi, 24 febbraio 1868 – Parigi, 30 giugno 1949) è stato un banchiere e giocatore di polo francese.

## Biografia
Unico figlio maschio di Alphonse de Rothschild, alla morte di questi successe alla direzione della Banque Rothschild. Dal 1906 al 1936 fu anche reggente della Banca di Francia. Da suo padre ereditò anche il grande vigneto della Château Lafite Rothschild e la ricca collezione d'arte. In questa ricca collezione vi erano anche sculture di Jean-Louis Lemoyne e pitture di Élisabeth Vigée Le Brun e Rembrandt.
Come suo padre, de Rothschild ebbe anche una grande passione per i purosangue. Partecipò al torneo di polo della II Olimpiade di Parigi del 1900. La sua squadra, il Bagatelle Polo Club de Paris, fu eliminata in semifinale, aggiudicandosi così la medaglia di bronzo. 
Sposò Germaine Halphen (1884-1975), figlia dell'ingegnere e banchiere Emile Halphen e di Louise Fould, nipote del compositore Fernand Halphen. Dal matrimonio ebbe tre figli: Guy, Jacqueline e Bethsabée de Rothschild.

## Palmarès
| Anno | Manifestazione  | Sede   | Evento | Risultato |
| ---- | --------------- | ------ | ------ | --------- |
| 1900 | Giochi olimpici | Parigi | Polo   | Bronzo    |